# Tumultus Judaicus
Tumultus Iudaicus war die römische Sprachregelung, mit der in der Stadt Kyrene zu Beginn der Herrschaft Kaiser Hadrians auf Inschriften an wiederhergestellten öffentlichen Gebäuden und Straßen der Aufstand der Juden („Diasporaaufstand“) von 115 bis 117 n. Chr. als Grund für die nun behobenen Zerstörungen dokumentiert wurde.

## Historischer Hintergrund
Abgesehen von großen Siedlungsgebieten der Juden in Babylonien und in Ägypten gab es zur Zeit Kaiser Trajans auch zahlreiche Diasporagemeinden im Syrischen Raum und im Norden Mesopotamiens. Weitere Gemeinden existierten in der Kyrenaika (im heutigen Ost-Libyen) und in fast allen bedeutenden Hafen- und Handelsstädten des östlichen Mittelmeerraumes und natürlich auch in Rom.
Während seines Kriegszugs gegen die Parther geriet Kaiser Trajan unter starken militärischen Druck, als 115 n. Chr. der „Diaspora-Aufstand“ der Juden in Mesopotamien, Syrien, Zypern, Ägypten und in der Kyrenaika ausbrach. Zusammenhänge und Ziele dieser Erhebungen sind weitgehend unklar, sie banden jedoch starke militärische Kräfte Trajans, sodass er Rückeroberungen der Parther hinnehmen musste. Die Unruhen konnten erst 117 n. Chr., im Todesjahr Trajans, im Osten von Lusius Quietus und in Nordafrika durch Quintus Marcius Turbo beendet werden. Der neue Kaiser Hadrian war nur noch mit kleineren Aufständen der Juden konfrontiert, musste aber große Wiederaufbauarbeit und Rekolonisierung leisten, denn in seinem Umfang bezüglich Zerstörungen und Toten war dieser weniger bekannte zweite jüdisch-römische Krieg (nach Lusius Quietus in vielen Sprachen auch Kitos-Krieg genannt) mit dem ersten Waffengang („Jüdischer Krieg“, 66–70 n. Chr.) und der dritten militärischen Auseinandersetzung („Bar-Kochba-Aufstand“, 132–134 n. Chr.) durchaus vergleichbar. So berichtet Cassius Dio über Hunderttausende von Toten in der Kyrenaika und in Ägypten sowie in Zypern.

## Zerstörungen und Wiederaufbau in Kyrene
In der römischen Provinz Kyrenaika war der Anführer des Aufstands ein Jude namens Lukuas (auch Lukas oder Andreas), der möglicherweise eine messianische Motivation hatte. Er hinterließ große Zerstörungen an Tempeln und öffentlichen Gebäuden in Kyrene und trug den Aufstand weiter nach Ägypten. Eventuell dürften die Zerstörungen in der Stadt auch teilweise auf deren Rückeroberung durch die Römer zurückgehen.
In einer neueren Arbeit analysiert F. Ziosi elf bekannte Inschriften aus Kyrene, die von römischen Meilensteinen, Gebäudeteilen und Widmungstafeln stammen. Die weitgehend gleichlautenden Texte bzw. Textfragmente sind in lateinischer Sprache verfasst, drei davon zusätzlich in Griechisch. Sie nennen Kaiser Hadrian als Veranlasser des Wiederaufbaus nach den Zerstörungen des tumultus Iudaicus, also des Diaspora-Aufstands der Juden. Der Autor geht vor allem den Fragen nach, warum in der überwiegend von Griechen bewohnten Region die Inschriften in Latein gehalten sind, wieso der Wiederaufbau so schnell – die Inschriften sind auf 118 und 119 n. Chr. datiert – erfolgen konnte und warum der Aufstand der Juden konsequent mit dem Begriff tumultus (altgriechisch ταράχωι) belegt und als Grund für die Wiederaufbauarbeiten angeführt wird.
Nach den Überlegungen von Ziosi waren die Schäden in der Stadt eventuell doch nicht ganz so gewaltig und daher auch leichter zu beseitigen, als man aus den gefundenen Inschriften schließen könnte. Die lateinischen Texte sollten vor dem neuen Kaiser Hadrian verkünden, wie schnell und effizient das starke Rom – und vor allem der nicht genannte lokale Gouverneur! – die Ordnung wiederherstellen konnte und imstande war, in kurzer Zeit einen großen Teil der vom Umsturz schwer getroffenen Stadt wieder aufzubauen. In seiner Literaturrecherche findet Ziosi insgesamt nur 26 Inschriften, in denen das Wort tumultus auftritt. Davon gehören 9 zum Diaspora-Aufstand in der Stadt Kyrene. Der offensichtlich als offizielle Sprachregelung genutzte Begriff tumultus reflektiert – im Gegensatz zum Begriff bellum – eine gewisse Unvorhersehbarkeit des Aufruhrs der Juden.

## Hadrian-Inschrift an den trajanischen Thermen

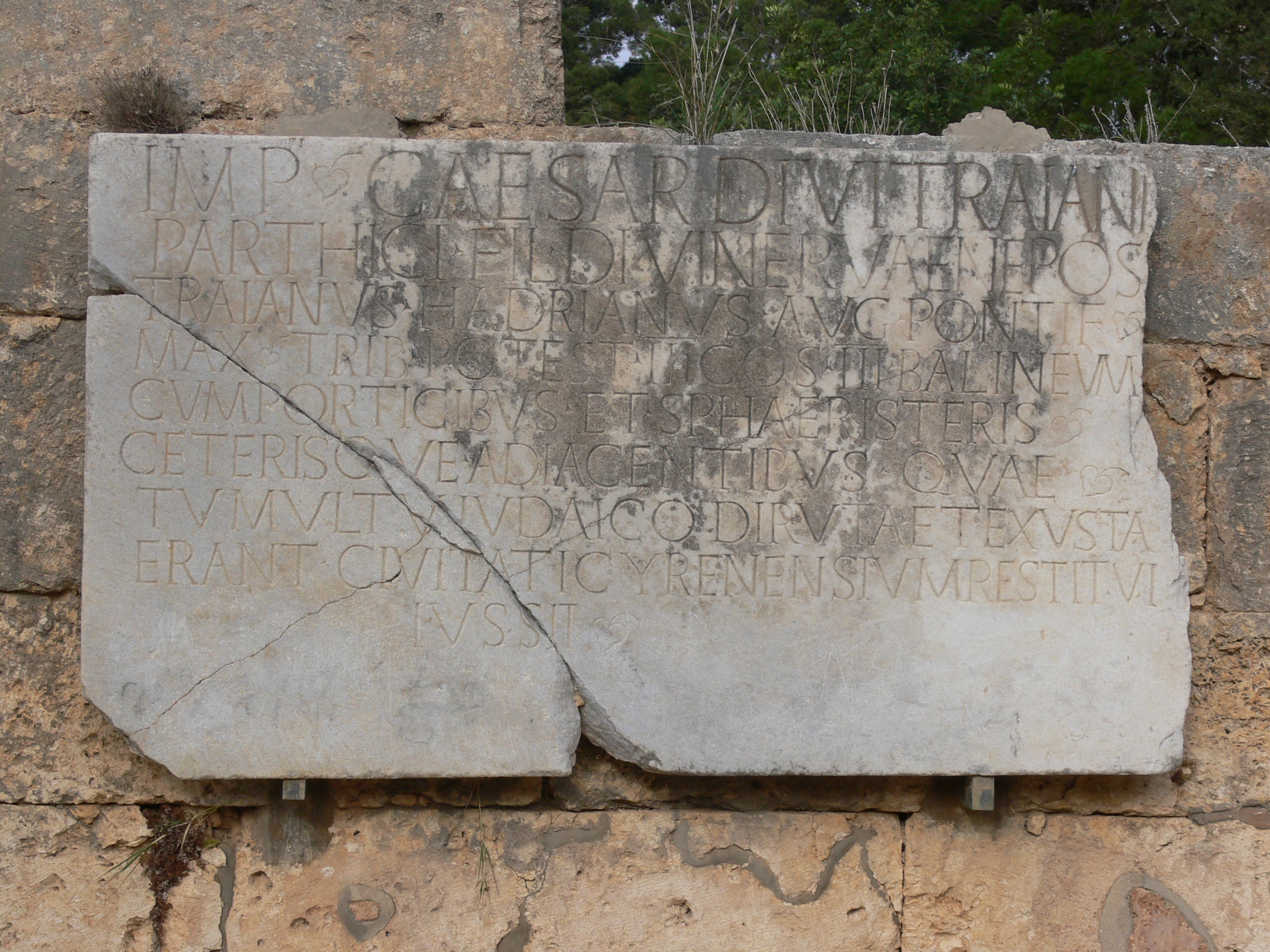
Schrifttafel an den trajanischen Thermen von Kyrene

Eine der heute noch in Kyrene vorhandenen Inschriften befindet sich an den trajanischen Thermen und ist wie folgt zu übersetzen:
| Ergänzter lateinischer Text | Deutsche Übersetzung |
| Imp(erator) Caesar, divi Traiani Parthici fil(ius), divi Nervae nepos, Traianus Hadrianus Aug(ustus), pontif(ex) max(imus), trib(unicia) potest(as) III, co(n)s(ul) III, balineum cum porticibus et sphaeristeris ceterisque adiacentibus, quae tumultu Iudaico diruta et exusta erant, civitati Cyrenensium restitui iussit. | Der Imperator und Caesar, des göttlichen Traianus Parthicus Sohn, des göttlichen Nerva Enkel, Traianus Hadrianus Augustus, Oberpriester, 3-mal mit der tribunizischen Amtsgewalt ausgestattet, 3-mal Konsul, befahl die Badeanlage mit den Säulenhallen und den Ballspielsälen sowie den übrigen angrenzenden [Gebäuden], welche durch den Jüdischen Aufruhr niedergerissen und eingeäschert wurden, für die Bürgerschaft von Kyrene wiederherstellen zu lassen. |

Im Text erwähnte Kaiser:
- Traianus Hadrianus Augustus (76–138, Kaiser: 117–138) mit dem Kaisertitel „Imperator Caesar“ und drei weiteren Titeln/Funktionen
- divus Traianus Parthicus (53–117, Kaiser: 98–117) Nach seinem Tode wurde Trajan zum Staatsgott erhoben (divus = vergöttert), Parthicus ist  neben Germanicus und Dacicus einer der Siegernamen Trajans.
- divus Nerva (30–98, Kaiser: 96–98) Kaiser Nerva begründete mit der Adoption von Trajan 97 n. Chr. das Adoptivkaisertum.